# Voz modal
La voz modal es el registro vocal más utilizado en el habla y el canto en la mayoría de las lenguas. También es el término utilizado en lingüística para la fonación más común de las vocales. El término «modal» se refiere al modo de resonancia de las cuerdas vocales; es decir, la combinación óptima de flujo de aire y tensión glótica que produce la máxima vibración.
En lingüística, la voz modal es la única fonación que se encuentra en las vocales y otras sonorantes (consonantes como m, n, l y r) de la mayoría de las lenguas del mundo, pero una minoría significativa contrasta la voz modal con otras fonaciones. Entre las obstruyentes (consonantes como k, g, t͡ʃ/ch, d͡ʒ/j, s y z), es muy común que las lenguas contrasten la voz modal con la ausencia de voz, pero en inglés, muchas obstruyentes supuestamente sonoras no suelen tener voz modal.
En logopedia, el registro modal es uno de los cuatro registros identificables dentro de la voz humana. Está por encima del registro de laringalización y se superpone a la parte inferior del registro de falsete. Este punto de vista también es adoptado por muchos pedagogos vocales, aunque algunos pueden ver el registro vocal de forma diferente. En el canto, el registro modal también puede superponerse a parte del registro de silbido. Un cantante u orador bien entrenado puede fonar dos octavas o más dentro del registro modal con una producción consistente, belleza de tono, variación dinámica y libertad vocal. El registro modal comienza y termina en diferentes lugares dentro de la voz humana. La ubicación del registro modal dentro de la voz humana individual es uno de los factores determinantes para identificar el tipo de voz.

## Proceso fisiológico
En el registro modal, la longitud, la tensión y la masa de las cuerdas vocales están en un estado de flujo que hace variar la frecuencia de vibración de las cuerdas vocales. A medida que aumenta el tono, las cuerdas vocales aumentan en longitud y en tensión, y sus bordes se vuelven más finos. Si un orador o un cantante mantiene constante cualquiera de los tres factores e interfiere en el estado progresivo de cambio, la función laríngea de la voz se vuelve estática y finalmente se producen rupturas que dan lugar a cambios evidentes en el timbre.
Mientras que algunos pedagogos vocales identifican dichas interrupciones como límites de registro o zonas de transición entre registros, otros pedagogos vocales sostienen que las interrupciones son el resultado de problemas vocales causados por un ajuste laríngeo estático que no permite que se produzcan los cambios necesarios dentro del registro modal.

Esquema de las cuerdas vocales.

Ciclo glótico de la voz modal.

En los tonos más bajos del registro modal, las cuerdas vocales son gruesas y tienen forma de cuña. Debido a su grosor, grandes porciones de las superficies opuestas de las cuerdas vocales entran en contacto, y la glotis permanece cerrada durante un tiempo considerable en cada ciclo. La glotis se abre primero por la parte inferior antes de abrirse por la superior, lo que confiere un movimiento fluido y ondulatorio a las cuerdas. La voz modal tiene un amplio espectro armónico, rico en sobretonos, debido al movimiento ondulante de las cuerdas. Es comparativamente más fuerte que los otros registros vocales debido a la energía vibratoria presente, pero es capaz de variar dinámicamente.
Para los tonos más bajos, sólo los músculos tiroaritenoides están activos, pero a medida que el tono aumenta, los cricotiroides entran en acción, lo que comienza a alargar los pliegues. A medida que aumenta la tensión longitudinal, la glotis tiende a desarrollar un hueco en el centro. Para contrarrestar esta tendencia, entran en acción los cricoaritenoides laterales, que tiran hacia delante de la apófisis muscular de los aritenoides. Este proceso se denomina a veces compresión medial.
Además del estiramiento de los pliegues vocales y la tensión creciente en ellos a medida que el tono aumenta, las superficies opuestas de los pliegues, que pueden entrar en contacto, se hacen cada vez más pequeñas, ya que los bordes de los pliegues se vuelven más finos. El patrón vibratorio o fonatorio básico sigue siendo el mismo, con todo el pliegue vocal todavía involucrado en la acción, pero las excursiones verticales no son tan grandes y el movimiento de balanceo no es tan aparente como lo era en los tonos más bajos del registro modal.
Se está llegando a los límites físicos de la fuerza muscular del tiroaritenoideo interno o músculo vocalis. Para cantar o hablar por encima de este nivel de tono, la voz debe adoptar un nuevo patrón fonatorio para cambiar de registro.